# Retroguru

Retroguru-Logo

Retroguru ist ein dezentral organisiertes Entwicklungsstudio für Computerspiele, als dessen Hauptsitz Salzburg gilt.

## Hintergrund
Das Studio entwickelt seit 2011 Computerspiele für unterschiedliche Betriebssysteme mit drei Schwerpunkten:
- Entwicklung auf und für Retro-Hardware
- 100 % kostenlose und werbefreie Spiele als Download (Freeware).
- Multiple Portierungen auf unterschiedlichste Systeme

Das internationale Kollektiv hat über 40 Team-Mitglieder und einen Bezug zur Demoszene. Alle Projekte werden dezentral realisiert, als Hauptstandort gilt Salzburg in Österreich.
Der Fokus liegt in der Entwicklung für Computerspiele, vorwiegend für alte Computer wie z. B. den Commodore Amiga oder alte Konsolen wie Sega Dreamcast oder Sony PlayStation Portable (als Homebrew-Software). Weitere unterstützte Systeme sind z. B. Nintendo Wii, Nintendo GameCube, Atari Lynx, Pandora, Sega Mega Drive oder PlayStation 2.
In den meisten Fällen ist die wirtschaftliche Relevanz der Plattformen nicht mehr gegeben; das heißt, die Hardware wird teilweise seit vielen Jahren nicht mehr produziert, und es erscheinen keine offiziellen Spiele mehr.
Bei Konsolen ist in manchen Fällen eine Modifikation notwendig, da es sich um unlizenzierte Veröffentlichungen handelt. Mainstream-Systeme wie Windows, Android, Linux und Mac OS X sind ebenfalls zu finden, aber auch Exoten-Betriebssysteme wie NetBSD, Amiga OS4, AROS und SymbianOS finden Beachtung. Eine Portierung auf bis zu 20 Systeme pro Spiel ist keine Seltenheit und ein markantes Alleinstellungsmerkmale. Das Team hat im Laufe der Zeit auch eine Vorliebe für Obskures entwickelt. So gibt es Portierungen auf koreanische Handhelds von Game Park, auf Motorolas MotoMagx oder TI-Nspire CX.
Die Spiele sind (noch) Closed-Source, werden aber auf Anfrage an interessierte Programmierer herausgegeben.
Einige Mitglieder gelten als Retro-Experten auf ihrem Gebiet und werden in unregelmäßigen Abständen auch von fremdsprachigen Medien konsultiert. Regelmäßig werden Vorträge über die Entwicklung von Retrospielen gehalten.

## Retrostil
Fast alle Werke zeichnen sich durch einen Retrostil aus, wobei nichts imitiert wird, sondern in den meisten Fällen auch technisch Retro ist. Die Spiele werden primär für eine Auflösung von 320 × 240 Pixel gestaltet, wobei auch die Anzahl der Farben limitiert ist. Musikalisch werden vierstimmige Amiga-ProTracker-Module eingesetzt. Vorteilhaft gegenüber gestreamter Musik ist die verhältnismäßig bescheidene Datengröße. Am Beispiel des Spiels Fruit'Y passt ein Soundtrack mit 11 Liedern komprimiert in 80 Kilobyte.
Programmiert wird immer mit der Absicht, eine möglichst hohe Portabilität zu gewährleisten. Zu diesem Zweck wird eine eigene Engine verwendet, welche in ANSI-C 90 geschrieben wurde. Als Spieleentwicklungs-Library verwendet man libSDL. Durch die hohe Verfügbarkeit von SDL-Portierungen für unterschiedlichste Systeme sind auch Retroguru-Spiele verhältnismäßig schnell auf andere Systeme portiert. Für ältere Computer und Konsolen, bei denen die CPU eher schwach ist, wird zu Assembler gegriffen.
Mit dem Einsatz von alter Technologie wie bei Grafik und Musik gibt es auch bei Veröffentlichungen auf Diskette kein Platzproblem. Bei etwas neueren Konsolen und Computern mit leistungsfähigerer CPUs kommt libSDL zum Einsatz.

## Geschichte
Populär wurde das Team mit Giana’s Return, einem inoffiziellen Nachfolger des C64-Klassikers The Great Giana Sisters, erstmals veröffentlicht im Jahre 2009 auf der Demoparty Bünzli. Das Spiel hatte sogar den Segen von Armin Gessert, Geschäftsführer von Spellbound Entertainment und damaliger Rechteinhaber. Diverse Fachzeitschriften, aber auch Tageszeitungen berichteten über dieses Spiel. Zum Zeitpunkt der Veröffentlichung war die Teambezeichnung „Giana's Return Team“ in Verwendung und wurde erst 2011 rückwirkend zu „Retroguru“ geändert, um ein einheitliches Auftreten nach außen zu gewährleisten, da die Konstellation des Teams ähnlich blieb. Der strategische Fehler, die ersten drei Spiele (Giana's Return, Sqrxz und Sqrxz 2) nicht gleich unter Retroguru anzubieten, führte zu einer geringeren Sichtbarkeit nach außen.
Remakes oder Abwandlungen von bekannten Computerspielen waren immer wieder Inspiration für Retroguru-Spiele. Xump orientiert sich zum Beispiel konzeptionell am C64-Spiel Sensitive und Fruit'Y am Amiga-Spiel Gem'X von Kaiko.
Reine Eigenentwicklungen sind Hermes und Trap Runner. Produktionen für Commodore-Computer dienten nicht nur als Ideengeber, sondern wurden ab 2012 letztendlich selbst zum Entwicklungsgegenstand. Das erste Amiga-Spiel der Gruppe war eine stark verbesserte Version von Sqrxz. Darauf folgten drei eigenständige eigene Teile, Trap Runner (in Kooperation mit Night Owl Design), Fred's Journey (in Kooperation mit Cosmos Designs) im Jahre 2020 und das aktuellste Amiga-Werk aus dem Jahr 2023 mit Boxx 4.

## Entwickelte Spiele
| Jahr | Titel              | Publisher                                                                                              |
| ---- | ------------------ | --- |
| 2009 | Giana's Return     | |
| 2010 | Sqrxz (Remake)     | Amiga OCS/ECS: Eigenproduktion                                                                         |
| 2010 | Sqrxz 2            | Amiga OCS/ECS: Eigenproduktion                                                                         |
| 2011 | Sqrxz 3            | Amiga OCS/ECS: Eigenproduktion                                                                         |
| 2014 | Sqrxz 4            | Amiga OCS/ECS: APC&TCP                                                                                 |
| 2014 | Xump               | Atari Lynx: Songbird Productions (weltweit) Atari Lynx: Evercade (weltweit) Dreamcast: Eigenproduktion |
| 2015 | Fruit'Y            | Dreamcast: DragonBox                                                                                   |
| 2017 | Hermes             | Dreamcast: DragonBox (EU Vertrieb) Video Games New York (USA Vertrieb)                                 |
| 2018 | Trap Runner        | Amiga OCS/ECS: APC&TCP                                                                                 |
| 2018 | Super Nutmeg (WIP) | |
|      |                    | |
| 2020 | Xump 2             | Sega Mega Drive: DragonBox                                                                             |
| 2020 | Fred's Journey     | Amiga OCS/ECS: APC&TCP                                                                                 |
|      |                    | |
| 2023 | Boxx 4             | Amiga OCS/ECS: APC&TCP                                                                                 |
|      | Star Blader        | Atari Lynx: DragonBox                                                                                  |

## Physische Produktionen
In den Anfängen von Retroguru zählte man ausschließlich auf digitale Veröffentlichung. Die Herstellung von physischen Datenträgern entwickelte sich erst auf Nachfrage im Jahre 2012 durch die steigende Popularität und Präsenz in den Fachmedien.

### Atari Lynx
Seit 2019 sind Retroguru auch auf dem Atari Lynx aktiv. Lizenziert wurde das erste Spiel 'Xump' an Songbird Productions (USA) und Evercade (UK). Der Download der ROM-Datei ist kostenlos. Star Blader ist das zweite Atari Lynx Spiel und orientiert sich am ersten Teil der Barbarian-Spielreihe. Die Spiele von Retroguru sind üblicherweise kinderfreundlich, wobei hier aufgrund von Gewalt ausschließlich Erwachsene angesprochen werden. Star Blader wird im Sommer 2024 auf Cartridge veröffentlicht.

### Commodore Amiga
Die ersten-Amiga Spiele Sqrxz und Sqrxz 2 wurden unregelmäßig auf Retrobörsen oder ähnlichen Retro-Veranstaltungen im deutschsprachigen Raum präsentiert und verschenkt. Aufgrund der zunehmenden Herausforderungen, neue 3.5"-Double-Density-Disketten zu finden, wurde Sqrxz 3 semi-professionell gegen Selbstkosten hergestellt. Weitere Amiga-Spiele des Teams werden derzeit mit APC&TCP kostenpflichtig und wesentlich professioneller unter das Volk gebracht. Die Disketten-Abbilder (.adf-Image) für Emulatoren sind kostenlos.

### Sega Dreamcast
Die Dreamcast war für die Produktion von physischen Datenträgern geradezu prädestiniert, weil die Dreamcast neben dem eigenen Format GD-ROM auch reguläre CD-ROMs akzeptiert. Xump wurde mittels Lightscribe-CD selbst hergestellt und auf der 2014er Ausgabe der Retrobörse in Bayern an Besucher verschenkt. Bedingung war ein Selfie von sich und seiner Dreamcast. Fruit'Y und Hermes folgten als professionelles physisches Release über DragonBox. Hermes hat mit Video Games New York auch einen USA-Publisher. Die CD-Abbilder (.cdi-Image) für Emulatoren bzw. zur Selbstherstellung sind kostenlos.

### Sega Mega Drive
Im Sommer 2020 legte man mit Xump 2 den Startschuss für das erste physische Mega-Drive-Spiel Xump 2 mit dem lang bewährten Publisher DragonBox.

## Rezeption
Die bisher 12 Spiele fanden über die letzten Jahre hinweg Aufmerksamkeit in einschlägiger Fachpresse wie Magazinen Amiga Future, Retro Gamer Deutschland, Retro Gamer UK, MACGamer, RETURN Magazin aber auch in Büchern oder im Radio. Das Cover der Amiga Future wurde mehrmals von Retroguru-Spielen verziert. Ein unvollständiger Presse-Spiegel ist auf der Homepage der Gruppe verfügbar.